# Comuna Săvinești, Neamț

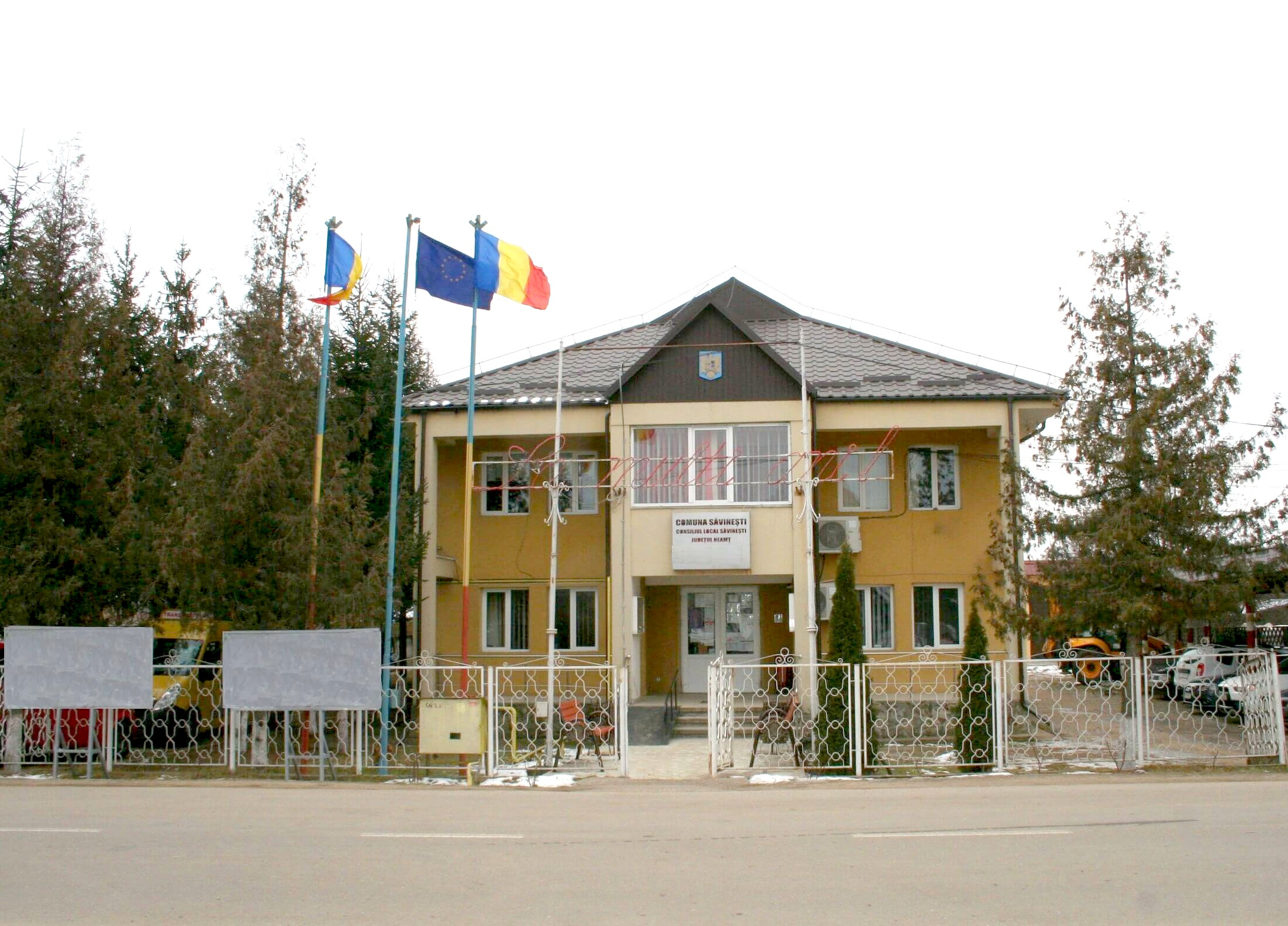

Săvinești cod postal 617410 este o comună în județul Neamț, Moldova, România, formată din satele Dumbrava-Deal și Săvinești (reședința).

## Așezare
Comuna se află în partea central-sudică a județului Neamț, pe malul stâng al Bistriței. Este străbătută de șoseaua națională DN15, care leagă Piatra Neamț de Bacău. Prin comună trece și calea ferată Bacău-Bicaz, pe care este deservită de halta de călători Săvinești. Halta de la Săvinești este dezafectată(din lipsă de călători), oprirea făcându-se la halta Roznov.

## Demografie
Componența etnică a comunei Săvinești
     Români (80,51%)
     Romi (3,27%)
     Alte etnii (0,11%)
     Necunoscută (16,11%)
Componența confesională a comunei Săvinești
     Ortodocși (82,24%)
     Alte religii (1,36%)
     Necunoscută (16,4%)
Conform recensământului efectuat în 2021, populația comunei Săvinești se ridică la 5.438 de locuitori, în scădere față de recensământul anterior din 2011, când fuseseră înregistrați 6.333 de locuitori. Majoritatea locuitorilor sunt români (80,51%), cu o minoritate de romi (3,27%), iar pentru 16,11% nu se cunoaște apartenența etnică. Din punct de vedere confesional, majoritatea locuitorilor sunt ortodocși (82,24%), iar pentru 16,4% nu se cunoaște apartenența confesională.

## Politică și administrație
Comuna Săvinești este administrată de un primar și un consiliu local compus din 15 consilieri. Primarul, Elena-Brîndușa Dumitrachi[*], de la Partidul Național Liberal, este în funcție din 1 noiembrie 2024. Începând cu alegerile locale din 2024, consiliul local are următoarea componență pe partide politice:
|  | Partid                          | Consilieri | Componența Consiliului | Componența Consiliului | Componența Consiliului | Componența Consiliului | Componența Consiliului | Componența Consiliului | Componența Consiliului |
|  | ------------------------------- | ---------- | ---------------------- | ---------------------- | ---------------------- | ---------------------- | ---------------------- | ---------------------- | ---------------------- |
|  | Partidul Național Liberal       | 7          |                        |                        |                        |                        |                        |                        |                        |
|  | Partidul Social Democrat        | 5          |                        |                        |                        |                        |                        |                        |                        |
|  | Alianța pentru Unirea Românilor | 2          |                        |                        |                        |                        |                        |                        |                        |
|  | Dediu Brîndușa-Paula            | 1          |                        |                        |                        |                        |                        |                        |                        |

## Istorie
La sfârșitul secolului al XIX-lea, comuna nu exista, satul Săvinești făcând parte din comuna Calu-Iapa din plasa Piatra-Muntele a județului Neamț. Anuarul Socec din 1925 consemnează trecerea satului Săvinești în componența comunei Roznov. Comuna s-a înființat în 1931, cu satele Brășăuți, Dumbrava Roșie din Deal, Dumbrava Roșie din Vale și Săvinești.
În 1950, comuna Săvinești a fost transferată orașului regional Piatra Neamț din regiunea Bacău. În 1968, a devenit comună suburbană a municipiului Piatra Neamț; tot atunci, satul Brășăuți a fost transferat comunei Dumbrava Roșie, iar satul Dumbrava-Vale (fost Dumbrava Roșie din Vale) a fost desființat și comasat cu satul Săvinești. În timpul regimului comunist, comuna a fost industrializată forțat, aici construindu-se un combinat de fire și fibre sintetice; odată cu intrarea în criză a economiei planificate comuniste, combinatul a început să întâmpine dificultăți; după trecerea la economia de piață în România, fabrica a avut și mai mult de suferit. A fost privatizată tardiv, la începutul lui 2000, iar noul proprietar nu a mai reușit să rentabilizeze producția, ajungând să gestioneze spațiile aparținând companii doar ca spații de depozitare închiriate.

## Personalități născute aici
- Alexandru M. Vitzu (1852 - 1902), zoolog, membru corespondent al Academiei Române.